# Stazione di Oriolo
La stazione di Oriolo è la stazione ferroviaria a servizio del comune di Oriolo Romano. La stazione è ubicata lungo la ferrovia Roma-Capranica-Viterbo ed è servita dalla linea regionale FL3.

## Storia
La stazione di Oriolo venne attivata prima del 1916.
Il 1º febbraio 1921 cambiò denominazione in "Oriolo-Veiano", ma già nel 1932 aveva recuperato la denominazione originaria.

## Strutture e impianti
La stazione dispone di un fabbricato, che ospita la sala d'attesa; assente la biglietteria. È dotata di due binari passanti destinati al servizio viaggiatori.

## Servizi
La stazione offre i seguenti servizi:
- Biglietteria self-service (solo biglietti regionali) [5].
- Parcheggio di interscambio
- Sala di attesa
- Parcheggio bici
- Stazione video sorvegliata
- Stazione accessibile ai disabili

## Movimento
Nella stazione fermano tutti i treni regionali per Roma Ostiense e Viterbo.
La tipica offerta nelle ore di morbida dei giorni lavorativi è di un treno ogni ora per Roma Ostiense (nelle ore di punta la frequenza è di quaranta minuti) e Viterbo. Nei giorni festivi e nel periodo estivo l'offerta scende ad un treno ogni due ore per Roma Ostiense e Viterbo. La stazione di Oriolo serve anche gli abitati di Vejano, Barbarano Romano e, in parte, Bassano Romano (la cui stazione è chiusa da anni).